# ثنائي فلوريد ثنائي الكبريت
ثنائي فلوريد ثنائي الكبريت هو مركب كيميائي لاعضوي من الفلوريدات صيغته S2F2، ويوجد في الشروط القياسية على شكل غاز عديم اللون.

## التحضير
يمكن أن يستحصل المركب من تفاعل ثنائي فلوريد الفضة مع عنصر الكبريت عند الدرجة 125 °س، حيث يحصل تفاعل فلورة ضمن شروط خالية تماماً من الماء:

## الخواص
يوجد المركب في الشروط القياسية على شكل غاز عديم اللون، ذي رائحة منفرة. تتألف بنية المركب FSSF من رابطة S-S مركزية، يبلغ طولها 189 بيكومتر، وتتصل كل ذرة برابطة مع الفلور بحيث يكون مستوي الرابطتين شبه متعامد تقريباً (87.9°). تخضع بنية الجزيء إلى إعادة ترتيب بوجود فلوريد فلز قلوي مثل KF ليتم الحصول على المتصاوغ S=SF2.
{\displaystyle {\ce {FS-SF->[{} \atop {\ce {KF}}]{S=SF_{2}}}}}
يتفكك المركب بالتسخين إلى رباعي فلوريد الكبريت وعنصر الكبريت:
{\displaystyle \mathrm {2\ S_{2}F_{2}\ \xrightarrow {\Delta } \ SF_{4}+3\ S} }